# 促猜農場
促猜農場位於泰國東北部呵叻府北沖縣的友誼路（泰國二號公路）159-160號，是一座大型農場主題公園，距離首都曼谷約159公里。遊客可以感受農場生活，例如：擠牛奶、以鮮奶制造冰淇淋，看美國西部牛仔表演、用狗捕羊，餵養動物及吃牛排等活動。

## 設施
- 冰淇淋工場
- 促猜農場營地
  - 在人造森林裡，住在設有互聯網及其它現代化設施的帳蓬。

## 紀念品
- 陶瓷及木造工藝品、洋娃娃、牛仔帽、手帕、衣服、糖果、奶類產品。

## 外部連結
- 促猜的官方網站 (泰文及英文)